# Alfred Gröbler
Alfred Gröbler (* 23. März 1865 in Aschersleben; † 24. August 1926 in Frankfurt am Main) war ein deutscher Montanindustrieller und von 1912 bis 1926 Vorstandsvorsitzender der Buderus AG.

## Leben und Wirken
Gröbler besuchte das Stephaneum in Aschersleben und studierte anschließend in Clausthal, Berlin und Hannover das Bergfach. In Hannover wurde Mitglied im Corps Saxonia. Ab 1893 leitete er in Sondershausen das Kaliwerk Glückauf Sondershausen und wurde 1897 Bergrat. Ab 1901 war Alfred Gröbler Generaldirektor der Kaliwerke Salzdetfurth und schließlich vom 1. Januar 1912 bis zu seinem Tod Vorstandsvorsitzender von Buderus in Wetzlar.
Darüber hinaus war Gröbler Präsident der Industrie- und Handelskammer zu Wetzlar. Die TH Darmstadt verlieh Alfred Gröbler die Ehrendoktorwürde zum Dr.-Ing. e.h. um 1920/1921. Außerdem gehörte er dem Rheinischen Provinziallandtag an und war Mitglied des Kreistags des Landkreises Wetzlar. Gröbler war mit Margarete Rohde verheiratet und wurde schließlich in Gießen beerdigt.